# 十曲峠
十曲峠（じっきょくとうげ、じっこくとうげ）は、岐阜県中津川市にある旧中山道の峠。標高500メートル。
資料や刊行物によって読みが異なる。また、「十石峠」の表記で「じっこくとうげ」とすることもあるが、『落合郷土誌』（1970年発行）では訛ったものとしている。

## 概要
中津川市馬籠新茶屋地区にあり、江戸中期まで立場茶屋があった。落合宿までの約840メートルは石畳が続いており「中山道 落合の石畳」と呼ばれている（一部復元）。
「十曲峠」はつづら折りの屈曲が多い坂道だったことに由来するが、落合橋から医王寺まで緩やかな山中坂に迂回するルートに付け替えられたため旧道は廃道となった。
旧信濃国と旧美濃国の境に位置した峠で「シナノ ミノ サカヒ」の角柱がある。なお、2005年（平成17年）に長野県木曽郡山口村が岐阜県中津川市に越県合併した結果、県境は東方の馬籠峠に移っている。
峠には松尾芭蕉の「送られつ 送りつ 戻る木曽の穐（秋）」の句碑があり、建碑者として刻まれている「裏梅園古狂」は馬籠宿大黒屋の主人で美濃派の俳人でもあった大脇信親のことである。島崎藤村の『夜明け前』には「秋」ではなく「穐」の字になっていることなど建碑の様子の描写がある。

## 周辺
- 落合宿
- 馬籠宿